# Nysjön, Dalarna
Nysjön är en sjö i Falu kommun i Dalarna och ingår i Gavleåns huvudavrinningsområde. Sjön är 17 meter djup, har en yta på 0,623 kvadratkilometer och befinner sig 391,1 meter över havet. Vid provfiske har abborre, gädda och öring fångats i sjön.

## Delavrinningsområde
Nysjön ingår i det delavrinningsområde (675821-150974) som SMHI kallar för Utloppet av Nysjön. Medelhöjden är 409 meter över havet och ytan är 3,8 kvadratkilometer. Det finns inga avrinningsområden uppströms utan avrinningsområdet är högsta punkten. Vattendraget som avvattnar avrinningsområdet har biflödesordning 4, vilket innebär att vattnet flödar genom totalt 4 vattendrag innan det når havet efter 125 kilometer. Avrinningsområdet består mestadels av skog (60 procent) och jordbruk (13 procent). Avrinningsområdet har 0,62 kvadratkilometer vattenytor vilket ger det en sjöprocent på 16,3 procent.